# Eugenio Antonio del Riego

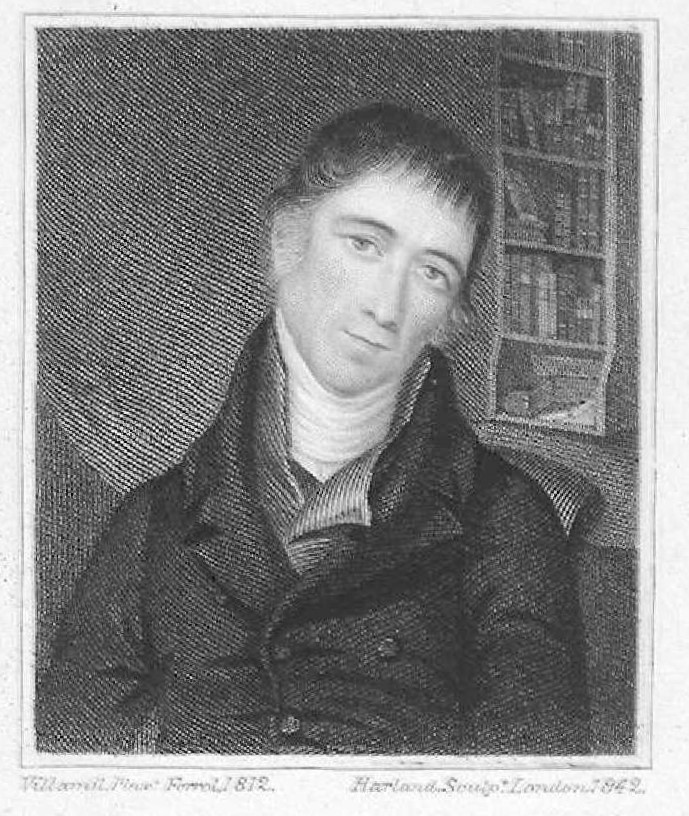
Eugenio Antonio del Riego Núñez, grabado de T. W. Harland, Londres, 1842, por pintura de Leopoldo Villamil, Ferrol, 1812. Ilustración de Colección de obras poéticas póstumas españolas publicada por Miguel del Riego.

Eugenio Antonio del Riego y Núñez (Canarias, 1748-Oviedo, 1816), escritor español, padre de Rafael del Riego y del clérigo liberal Miguel del Riego que se encargó de recopilar y publicar póstumamente en Londres las obras de su padre.

## Biografía
Hijo de Nicolás Benito del Riego y Núñez y Micaela Rosa Flórez Valdés, de familia hidalga asturiana, nació en Canarias donde su padre estaba destinado como oidor de la Audiencia, aunque a los pocos meses de nacido la familia se trasladó a La Coruña. Capitán de milicias en Santianes de Tuña, muy joven se estableció en Tuña, donde contrajo matrimonio con María Teresa Flórez Valdés y nacieron sus hijos. Hacia 1787 la familia se trasladó a Oviedo donde, favorecido por Campomanes, ejerció como administrador de correos.
En 1784 fue premiado por la Real Sociedad Económica Matritense de Amigos del País por su memoria «Sobre la influencia en las costumbres, y aplicación al trabajo» y presentada a instancias de Campomanes al premio convocado por la Sociedad con el tema de «la influencia que tiene en las costumbres la general aplicación al trabajo y el deseo de adelantar cada ciudadano en su profesión u oficio». En ella defendía, partiendo del libro del Génesis y la caída de Adán y Eva, que «el trabajo ayuda al hombre a que se conserve en la rectitud de su corazón, de su entendimiento y de su ser, según el estado en que hoy se halla, y que la ociosidad y floxedad le mezclan, le enlazan y le enredan en infinitas qüestiones de deseos, codicias y pensamientos, que sin término le embarazan, le ocupan y le disipan». También, y en la misma ocasión, le fue premiada la memoria «Sobre la comodidad y limpieza de las casas, calles, entradas y salidas de los Pueblos», asunto cuarto de la convocatoria.
Poeta áulico, escribió églogas y odas a Carlota Joaquina de Borbón, hija de Carlos IV y reina de Portugal, a María Ana Victoria, infanta de Portugal, casada con el infante Gabriel de Borbón, a Pedro Rodríguez de Campomanes y al conde de Toreno; también una silva en elogio de Gaspar Melchor de Jovellanos, recopilada por la Real Sociedad Económica de los Amigos del País de Asturias con otras composiciones en verso y en prosa en honor del político asturiano con motivo de su nombramiento como embajador en Rusia y ministro de Gracia y Justicia, y un canto a La retirada y castigo de Tolón por las armas españolas y aliadas, con alguna otra composición menor. 

## Obra
- «Sobre la influencia en las costumbres, y aplicación al trabajo», memoria única sobre el asunto segundo de los cuatro propuestos, premiada, escrita por Eugenio Antonio del Riego, «Oficial retirado de Milicias, &», recogida en Colección de las Memorias premiadas, y de las que se acordó se imprimiesen sobre los quatro asuntos, que por encargo particular publicó la Real Sociedad Económica de amigos del país de esta Corte en el suplemento de la gazeta de 14 de Agosto de 1781: tratan del exercicio de la caridad y socorro de los verdaderos pobres, corrección de los ociosos, destierro de la mendicidad voluntaria, y fomento de la industria y aplicación, Madrid, en la Imprenta Real, 1784.[4]
- Los pastores de Narzéa en Asturias. Églogas que en elogio de una justa medianía en la vida del campo y retirada, en varios metros, y con diferentes reflexiones morales, y otras de honesta y curiosa diversión escribía Don Eugenio del Riego Núñez..., en Madrid, por Joaquín Sancha, 1784.[5]
- Égloga que con la gloriosa ocasión de celebrar la Villa de Tineo en los días 17 y 18 de Enero de 1784 el ascenso del Ilustrísimo señor Conde de Campomanes al Gobierno del Real y Supremo Consejo de Castilla escribía don Eugenio del Riego Núñez, vecino del lugar de Tuña, en el Principado de Asturias, y Académico de Mérito de la Real Sociedad Matritense, y numerario de la de Oviedo, en Madrid, en la Imprenta Real, 1785.[6]
- Las Ninfas del Tajo en Aranjuez. Despedida a la serenísima señora Doña Carlota Joachîna, infanta de España, en Madrid, en la Imprenta Real, 1785. Oda.[7]
- Las Zagalas de Aranjuez. Bienvenida a la serenísima señora Dª María Ana Victoria Infanta de Portugal, en Madrid, en la Imprenta Real, 1785.[8]
- La retirada y castigo de Tolon por las armas españolas y aliadas, en Oviedo, por Francisco Díaz Pedregal, 1794.[9]
- Silva en elogio del Excmo. Señor Don Melchor Gaspar de Jove-llanos, en Memoria de las públicas demostraciones de júbilo en la promoción del [...] Señor D. Gaspar Melchor de Jove Llanos, a la Embaxada de Rusia y Ministerio de Gracia y Justicia [...] por La Real Sociedad Económica de los Amigos del País de Asturias, en Oviedo, en la Imprenta de Pedregal, 1798.[10]

En 1843 su hijo Miguel del Riego publicó en Londres las Poesías varia póstumas de su padre junto con El romancero de Riego, como apéndice de un volumen recopilatorio titulado Colección de obras poéticas españolas: unas casi enteramente perdidas, otras que se han hecho muy raras, y todas ellas merecedoras de ser conservadas en el Parnaso Español: dividida en tres partes, con un apéndice, volumen que comprendía Los doze triumphos de los doze Apóstoles y los Cánticos entresacados de las tres Tablas del Retablo de la Vida de Cristo de Juan de Padilla, el Cartujano, y la Descripción del Aula de Dios, Cartuja de Zaragoza en dos silvas, de Miguel de Dicastillo. Un año más tarde y también en Londres publicó las obras en prosa y en verso de su padre que había podido reunir en un volumen: Obras póstumas poéticas de Don Eugenio Antonio del Riego Núñez. Con una égloga en que dos pastores del Narcea describen y celebran las fiestas que hizo Tineo, por el nombramiento de Gobernador interino del Supremo Consejo de Castilla, del Conde de Campomanes, y dos memorias premiadas por la Real Sociedad Económica de Madrid; el Romancero de Riego, con un apéndice y otras varias composiciones poéticas, con algunas traducidas al inglés; las publica Don Miguel del Riego, 1844.